# Dallin Watene-Zelezniak

a Compétitions nationales et continentales officielles uniquement.

b Matchs officiels uniquement.
Dallin Watene-Zelezniak, né le 17 août 1995 à Hamilton (Nouvelle-Zélande), est un joueur de rugby à XIII néo-zélandais évoluant au poste d'ailier ou d'arrière. Il fait ses débuts en National Rugby League (« NRL ») avec les Panthers de Penrith lors de la saison 2014, franchise avec laquelle il est toujours fidèle. Il est également appelé en sélection de la Nouvelle-Zélande dans l'optique du Tournoi des Quatre Nations 2016.

## Palmarès
- Collectif :
  - Finaliste du Tournoi des Quatre Nations : 2016 (Nouvelle-Zélande).

- Individuel : 
  - Élu meilleur ailier de la National Rugby League : 2023 (New Zealand).

### En club

#### Statistiques
| Saison | Club                          | Compétition           | Matchs | Points | Essais | Goals | Drops |
| ------ | ----------------------------- | --------------------- | ------ | ------ | ------ | ----- | ----- |
| 2014   | Penrith Panthers              | National Rugby League | 10     | 28     | 7      | -     | -     |
| 2015   | Penrith Panthers              | National Rugby League | 16     | 28     | 7      | -     | -     |
| 2016   | Penrith Panthers              | National Rugby League | 26     | 48     | 12     | -     | -     |
| 2017   | Penrith Panthers              | National Rugby League | 24     | 36     | 9      | -     | -     |
| 2018   | Penrith Panthers              | National Rugby League | 20     | 20     | 5      | -     | -     |
| 2019   | Penrith Panthers              | National Rugby League | 10     | 4      | 1      | -     | -     |
| 2020   | Canterbury-Bankstown Bulldogs | National Rugby League | 18     | 8      | 2      | -     | -     |
| 2021   | Canterbury-Bankstown Bulldogs | National Rugby League | 0      | -      | -      | -     | -     |